# Herbert Dill
Herbert Dill (Alemania, 31 de diciembre de 1898-19 de diciembre de 1944) fue un atleta alemán especializado en la prueba de 50 km marcha, en la que consiguió ser subcampeón europeo en 1938.

## Carrera deportiva
En el Campeonato Europeo de Atletismo de 1938 ganó la medalla de plata en los 50 km marcha, llegando a meta en un tiempo de 4:43:54 segundos, llegando a meta tras el británico Harold Whitlock (oro con 4:41:51 que fue récord de los campeonatos) y por delante del noruego Edgar Bruun.